# Martín Vergés
Martín Vergés Massa (* 8. März 1934 in Vidreres, Girona; † 17. Februar 2021) war ein spanischer Fußballspieler.

## Karriere
Bis er 16 Jahre alt war, spielte Vergés für Vidreres, ehe er 1950 zum FC Barcelona wechselte, wo er bis 1954 in der Jugendabteilung aktiv war. Der Mittelfeldspieler ging dann zu España Industrial, bevor er 1956 zu Barça zurückkehrte und dort bis zum Ende seiner aktiven Laufbahn im Jahr 1966 blieb. Mit den Katalanen gewann er den Messepokal 1955–58, 1958–60 und 1965/66, die Primera División 1958/59 und 1959/60 sowie die Copa del Rey 1956/57, 1958/59 und 1962/63.
Vergés absolvierte zwischen 1957 und 1962 zwölf Spiele für Spanien, in denen er zwei Tore erzielte. 1962 nahm er mit Spanien an der WM teil. Dort schied Spanien jedoch bereits in der Gruppenphase als Tabellenletzter aus. Vergés wirkte in den Spielen gegen Mexiko (1:0) und Brasilien (1:2) mit. Außerdem lief er drei Mal für die Fußballauswahl Kataloniens auf (1 Tor).

## Erfolge
- Spanische Meisterschaft: 1959, 1960
- Spanischer Pokal: 1957, 1959, 1963
- Messepokal: 1955–1958, 1958–1960, 1966
- WM-Teilnahme: 1962 (2 Spiele)